# 埼玉県道191号児玉停車場線

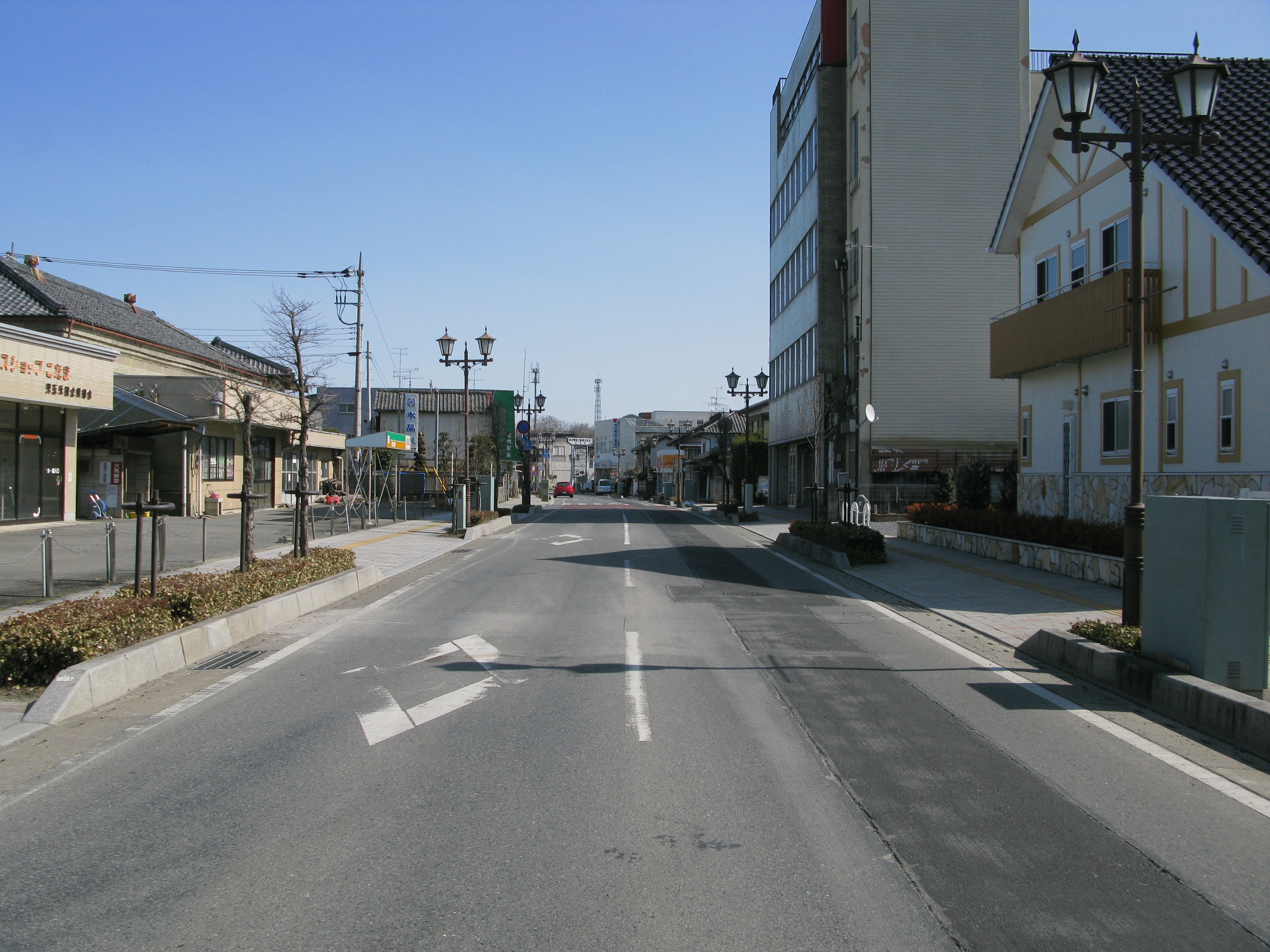
本庄市児玉町児玉地区（2013年2月）

埼玉県道191号児玉停車場線（さいたまけんどう191ごう こだまていしゃじょうせん）は、埼玉県本庄市児玉町地区内を通り、またJR児玉駅と接続するための県道である。県道標識は設置されていない。

## 路線概要
- 起点：児玉停車場
- 終点：国道462号交点
- 総距離：364m

## 地理

### 通過する自治体
- 埼玉県
  - 本庄市

### 交差する道路
- 国道462号（国道254号旧道）

### 沿線
- JR東日本 児玉駅